# Octostruma betschi
Octostruma betschi är en myrart som beskrevs av Perrault 1988. Octostruma betschi ingår i släktet Octostruma och familjen myror. Inga underarter finns listade i Catalogue of Life.